# Суслин, Виктор Евсеевич
Ви́ктор Евсе́евич Су́слин (13 июня 1942, Миасс, Челябинская область — 10 июля 2012, Гамбург) — советский и немецкий композитор и пианист. С 1981 года жил в Германии.

## Биография
Учился игре на фортепиано с 4 лет, тогда же начал сочинять музыку. С 1950 по 1961 год учился в Харьковской средней специальной музыкальной школе, а с 1961 по 1962 год — в Харьковской консерватории по композиции у Дмитрия Клебанова. Окончил Московский музыкально-педагогический институт имени Гнесиных в 1966 году по классу композиции Николая Пейко и по классу фортепиано Анатолия Ведерникова. С 1966 по 1980 годы работал редактором в издательстве «Музыка».
В 1981 году переехал в Гамбург, где продолжил композиторскую деятельность, параллельно работая в издательстве «Ханс Сикорски». В 2007 году возглавил Музыкальное издательство Беляева. Умер от рака.
Вторая жена — пианистка Юлия Суслина (род. 1937), сын от второго брака — контрабасист Александр Суслин (род. 1971).

## Творчество
Автор сочинений в симфонических и камерных жанрах; был одним из первых советских композиторов начавших работать с консонирующими трезвучными структурами, с алеаторной стохастикой, с интуитивной импровизационностью. Ряд сочинений Суслина написан для ансамбля ударных инструментов Марка Пекарского. В середине 1970-х годов совместно с Софией Губайдулиной и Вячеславом Артёмовым играл импровизации в ансамбле «Астрея».
В 1979 году на VI съезде композиторов в докладе Тихона Хренникова музыка Суслина подверглась жёсткой критике, и он попал в так называемую «хренниковскую семёрку» — «чёрный список» 7 советских композиторов, что послужило одним из толчков к последовавшей затем эмиграции.

## Сочинения
- Музыка для детей для фортепиано (1961)
- Скрипичная соната (1962)
- Струнный квартет (1963)
- Японские песни для баритона и фортепиано (1964)
- Пять пьес для фортепиано (1965)
- Поэма для оркестра (1966)
- Фортепианный концерт (1966)
- Фортепианная соната (1968)
- Скрипичный концерт (1969)
- Sinfonia piccolo для оркестра (1970)
- Трио-Соната для флейты, гитары и виолончели (1971)
- Три хора на стихи Даниила Хармса для женского хора и девочки-чтеца (1972)
- Patience для двух фортепиано (1974)
- Mitternachtsmusik для скрипки, клавесина и контрабаса (1977)
- Poco a poco II (Соната для органа № 1, 1978)
- Terrarium для ансамбля ударных (1978)
- Leb’ wohl для оркестра (1982)
- In My End is My Beginning (Соната для органа № 2, 1983)
- Chanson contre raison (Соната для соло виолончели, 1984)
- Lamento для органа (1989)
- Crossing Beyond для скрипки, альта, виолончели и контрабаса (1990)
- Le deuil blanc (White Mourning) для флейты, гитары, виолончели и ударных (1994)
- Cello Concerto (1996)
- Two pieces por piano (1996)
- Hommage à «Hortus» by a musicus для ансамбля инструментов эпохи Возрождения (1996)
- Morgendämmerungsmusik для контрабаса (1997)
- Madrigal for two cellos (1998)
- Ton H для виолончели и фортепиано (2001)
- Raga для контрабаса и органа (2006)

## Альбомы
- Astreja — Sofia Gubaidulina, V. Suslin, V. Artyomov (1994)
- Astreja. Improvisations (С. Губайдулина, В. Суслин, В. Пономарёва, М. Пекарский и другие; 1992)
- Gidon Kremer Live at the 1995 Lockenhaus Festival
- Gubaidulina / Suslin — The Art of Vladimir Tonkha (2001)
- Земля Санникова (DVD-NTSC, 2005)